# Casearia gladiiformis
Casearia gladiiformis, la hoja-espada (sword-leaf), es una especie de árbol perteneciente a la familia de las salicáceas.

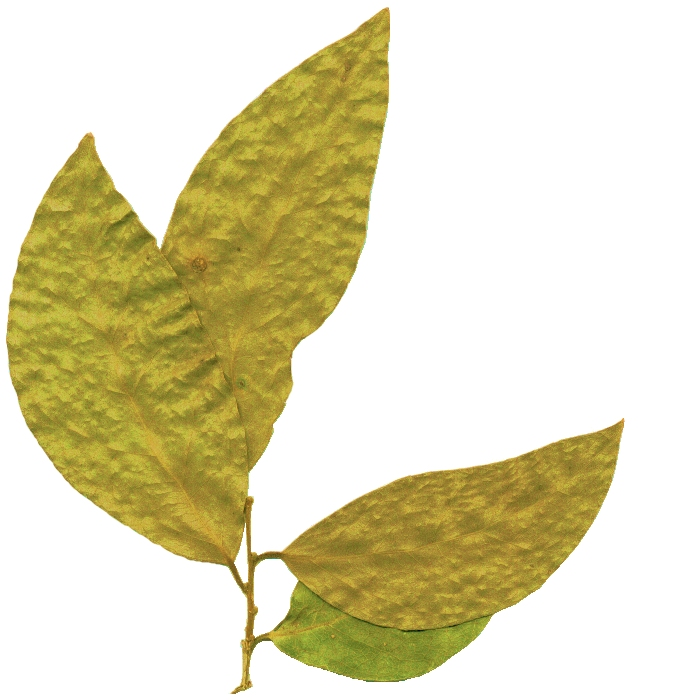
Hojas prensadas mostrando asimetría

## Descripción
Es un pequeño árbol que puede alcanzar los 25 metros de altura. Crece en su mayor parte en los bosques secos costeros del sudeste de África. Se distribuye desde la Provincia Oriental del Cabo en Sudáfrica hasta Malaui. Produce pequeñas flores inconspicuas en primavera. Las semillas se liberan cuando la semilla leñosa se abre después de secarse.

## Taxonomía
Casearia gladiiformis fue descrita por Maxwell Tylden Masters y publicado en Flora of Tropical Africa 2: 493, en el año 1871.
Sinonimia
- Casearia holtzii Gilg (1908)
- Casearia junodii Schinz (1900)
- Casearia macrodendron Gilg (1908)[2][3]